# تپه قلای ناچیت
تپه قلای ناچیت مربوط به هزاره سوم قبل از میلاد است و در شمال بوکان واقع شده و این اثر در تاریخ ۱۶ دی ۱۳۴۵ با شمارهٔ ثبت ۵۸۹ به‌عنوان یکی از آثار ملی ایران به ثبت رسیده است.